# Eremurus sogdianus
Eremurus sogdianus är en grästrädsväxtart som först beskrevs av Eduard August von Regel, och fick sitt nu gällande namn av George Bentham och Joseph Dalton Hooker. Eremurus sogdianus ingår i släktet Eremurus och familjen grästrädsväxter. Artens utbredningsområde är Centralasien till Afghanistan. Inga underarter finns listade i Catalogue of Life.